# 南营州
南营州，中国南北朝时设置的州。
- 北魏孝昌年间营州陷，永熙二年（533年）侨置南营州，寄治英雄城（今河北徐水区西遂城）。领昌黎郡、辽东郡、建德郡、营丘郡、乐良郡五郡，11县，1813户，9036口。北齐仅领昌黎郡。隋文帝开皇初废南营州。
- 唐高祖武德四年（621年）平萧铣，将隋零陵郡之永阳县置营州。领营道、江华（今湖南省江华县沱江镇老县村）、永阳（今湖南省江永县潇浦镇圳景村）、唐兴（今湖南省宁远县舜陵镇）四县。武德五年（622年）改营州置南营州，治营道县（今湖南道县西）。辖境相当今湖南省南部的新田县、宁远县、道县、江永县及江华瑶族自治县地。唐太宗贞观八年（634年）改为道州，属江南西道。